# Epinephelus melanostigma
El mero espaldarón (Epinephelus melanostigma) es una especie de peces de la familia Serranidae en el orden de los Perciformes.

## Morfología
Los machos pueden llegar alcanzar los 35 cm de longitud total.

## Distribución geográfica
Se encuentra desde KwaZulu-Natal (Sudáfrica) hasta el Pacífico central.